# Valerij Pustovojtenko
Valerij Pavlovič Pustovojtenko (ukrajinsky: Вале́рій Па́влович Пустово́йтенко; * 23. února 1947, Adamivka) je ukrajinský politik a sportovní funkcionář. Od 16. července 1997 do 22. prosince 1999 byl premiérem Ukrajiny.

## Život
Narodil se v rodině kolchozníků. Vystudoval na Oděském polytechnickém institutu, Dněpropetrovském stavebním institutu a Národní báňské akademii Ukrajiny. Získal titul doktor technických věd. Poté se stal hlavním inženýrem a v letech 1984–1986 ředitelem Dniprobudmechanizacije (Дніпробудмеханізація), významného strojírenského podniku v Dněpropetrovsku (dnes Dnipro). V letech 1986–1987 byl předsedou výkonného výboru okresního zastupitelstva v Dnipru. Od roku 1987 byl místopředsedou výkonného výboru městské rady v Dnipru, v říjnu 1989 byl jmenován jejím předsedou, tedy starostou Dnipra.
V březnu 1990 byl zvolen poslancem Ukrajiny, působil v parlamentní komisi pro stavební záležitosti. V letech 1991-1993 byl znovu starostou Dnipra. Od dubna do září 1993 byl státním tajemníkem vlády. Od října 1993 do července 1994 byl místopředsedou Credit and Financial Union Expobank. Od července 1994 do července 1997 byl opět státním tajemníkem vlády. Od července 1996 do srpna 2000 stál v čele Ukrajinské fotbalové asociace. Roku 1997 byl jmenován premiérem. Jeho vláda se snažila aktivně spolupracovat s parlamentem, podařilo se jí naplnit státní rozpočet a zastabilizovat cenovou situaci v zemi. Za jeho vlády se zvýšil tržní podíl malých podniků a vývoz zboží. Proslul výrokem, že zamkne dveře na zasedání podnikatelského svazu a nepustí nikoho ven, dokud podnikatelé nezaplatí daně. Snažil se tím upozornit na špatnou daňovou morálku v zemi, kterou se mu podařilo nakonec zlepšit. Roku 1999 se stal spolupředsedou Všeukrajinského sdružení demokratických sil "Zlagoda". Po inauguraci ukrajinského prezidenta Leonida Kučmy v listopadu 1999 jeho vláda v souladu s ukrajinskou ústavou rezignovala. V tom momentě byl nejdéle sloužícím premiérem nezávislé Ukrajiny. Kučma ho okamžitě navrhl jmenovat premiérem znovu, ale 14. prosince jej parlament neschválil.
Od května 1999 do května 2006 byl předsedou Lidové demokratické strany (Народно-демократична партія). Od 9. června 2001 do 30. dubna 2002 byl ministrem dopravy ve vládě Anatolije Kinacha. V letech 2002–2006 byl znovu poslancem. Od 9. dubna 2010 do 24. února 2014 byl poradcem prezidenta Viktora Janukovyče. Poté vyučoval na Akademii městské správy a působil jako hlavní poradce předsedy dozorčí rady Danielovy komerční banky.
Internet Encyclopedia of Ukraine jeho premiérský styl popsala slovy: "Neměl žádné problematické osobní ambice. Jeho styl vedení byl stálý a byrokratický. Byl zdráhavým reformátorem".